# كايغلاغ
كايغلاغ بالتركي كان قائدًا عسكريًا كبيرًا في الخلافة العباسية، نشط في الفترة ما بين حوالي 870 وحوالي 883.

## الحياة
كان كايغلاغ واحدًا من العديد من الأتراك الذين دخلوا في خدمة الخلافة العباسية كجنودغلمان، وترقى إلى أن أصبح قائدًا بارزًا. مثل معظم الشخصيات العسكرية التركية البارزة في أواخر القرن التاسع، كان على ما يبدو تلميذًا للزعيم التركي القوي موسى بن بغا، الأكثر نفوذًا بين القادة الأتراك حتى وفاته في عام 877. وقد ذُكر لأول مرة في تاريخ الطبري للأنبياء والملوك في حزيران 870، عندما أرسله الخليفة المهتدي لتهدئة الشغب بين الناس والقوات في الكرخ، برفقة طبايجو بن سول أرتاكين وشقيق الخليفة عبد الله. ولكن عندما اقترب الحشد من القصر، فر معظم كبار المسؤولين والقادة، وعلى رأسهم أبو نصر محمد بن بغا. ولكنهم بعد إغرائهم بالعودة، فعلوا ذلك، ليتم إلقاؤهم في السجن على الفور. انتقل دور كايغلاغ كمدير للقصر إلى مسرور البلخي، الذي بقي في القصر.
يأتي ذكر كايغلاغ بعد ذلك في عام 873، عندما هاجم وقتل شخصًا معينًا يُدعى تاكين (شخص مجهول الهوية، لأنه من غير المرجح أن يكون هو نفسه القائد العباسي الذي يحمل نفس الاسم).  وفي عام 875/6م، عُيّن حاكمًا على الري بعد وفاة سلفه الصلبي. وبعد وفاة الوزير عبيد الله بن يحيى بن خاقان في آب 877، مُنح كايغلاغ حيازة قصره في سامراء. وفي سنة 879/80م عُيّن حاكمًا على إقليم جبال. وفي نفس الوقت تقريبًا، كان شقيقه أبرون يشغل منصب حاكم قزوين، وهي مدينة في جبال.
في عام 880، قاد كايغلاغ القوات العباسية في حملة ضد عائلة بني دلف ذات النفوذ المستقل. انتصر كايغلاغ في معركة أولى بالقرب من كرمانشاه ودخل همدان، لكن زعيم بني دلف، واسمه أحمد بن عبد العزيز بن أبي دلف، حشد قواته وهزم كايغلاغ هزيمة حاسمة، مما أجبره على التراجع إلى الصيمرة (أيلول/تشرين الأول 880). وقد ورد ذكر كايغلاغ آخر مرة في نيسان 883، ولكن أبناءه إبراهيم (توفي عام 916) وخاصة أحمد (توفي عام 935) ارتقوا فيما بعد ليصبحوا قادة كبار.